# Diócesis de Bayombong
La diócesis de Bayombong (en latín: Dioecesis Bayombongensis, en inglés: Roman Catholic Diocese of Bayombong y en tagalo: Diyosesis ng Bayombong) es una circunscripción eclesiástica de la Iglesia católica en Filipinas. Se trata de una diócesis latina, sufragánea de la arquidiócesis de Tuguegarao. Desde el 24 de mayo de 2018 su obispo es Jose Elmer Imas Mangalinao.

## Territorio y organización
La diócesis tiene 6961 km² y extiende su jurisdicción sobre los fieles católicos de rito latino residentes en las provincias de Nueva Vizcaya y Quirino de la región de Valle del Cagayán en la isla de Luzón.
La sede de la diócesis se encuentra en la ciudad de Bayombong, en donde se halla la Catedral de Santo Domingo.
En 2020 en la diócesis existían 20 parroquias.

## Historia
La prelatura territorial de Bayombong fue erigida el 7 de noviembre de 1966 con la bula Patris instar del papa Pablo VI, derivando su territorio de la diócesis de Tuguegarao (hoy arquidiócesis).
Originalmente sufragánea de la arquidiócesis de Nueva Segovia, el 21 de septiembre de 1974 pasó a formar parte de la provincia eclesiástica de Tuguegarao.
El 15 de noviembre de 1982 la prelatura territorial fue elevada a diócesis con la bula Cum Decessores del papa Juan Pablo II.

## Estadísticas
Según el Anuario Pontificio 2021 la diócesis tenía a fines de 2020 un total de 637 000 fieles bautizados.
| Año                                                                             | Población            | Población | Población      | Sacerdotes | Sacerdotes    | Sacerdotes    | Bautizados por sacerdote | Diáconos permanentes | Religiosos | Religiosos | Parroquias |
| Año                                                                             | Bautizados católicos | Total     | % de católicos | Total      | Clero secular | Clero regular | Bautizados por sacerdote | Diáconos permanentes | Varones    | Mujeres    | Parroquias |
| ------------------------------------------------------------------------------- | -------------------- | --------- | -------------- | ---------- | ------------- | ------------- | ------------------------ | -------------------- | ---------- | ---------- | ---------- |
| 1970                                                                            | 140 000              | 212 500   | 65.9           | 20         |               | 20            | 7000                     |                      | 21         | 26         | 16         |
| 1980                                                                            | 190 000              | 296 000   | 64.2           | 21         |               | 21            | 9047                     |                      | 31         | 28         | 12         |
| 1990                                                                            | 251 015              | 404 877   | 62.0           | 15         | 6             | 9             | 16 734                   |                      | 9          | 17         | 15         |
| 1999                                                                            | 330 819              | 544 306   | 60.8           | 27         | 16            | 11            | 12 252                   |                      | 11         | 24         | 17         |
| 2000                                                                            | 327 861              | 552 629   | 59.3           | 27         | 16            | 11            | 12 143                   |                      | 11         | 30         | 17         |
| 2001                                                                            | 334 709              | 560 978   | 59.7           | 32         | 18            | 14            | 10 459                   |                      | 14         | 46         | 18         |
| 2003                                                                            | 334 709              | 560 978   | 59.7           | 28         | 16            | 12            | 11 953                   |                      | 12         | 43         | 17         |
| 2004                                                                            | 326 283              | 537 042   | 60.8           | 29         | 20            | 9             | 11 251                   |                      | 9          | 28         | 17         |
| 2006                                                                            | 330 416              | 529 586   | 62.4           | 35         | 27            | 8             | 9440                     |                      | 8          | 46         | 18         |
| 2012                                                                            | 421 000              | 597 000   | 70.5           | 30         | 24            | 6             | 14 033                   |                      | 8          | 31         | 20         |
| 2015                                                                            | 560 359              | 998 253   | 56.1           | 33         | 24            | 9             | 16 980                   |                      | 9          | 37         | 20         |
| 2018                                                                            | 587 400              | 1 046 740 | 56.1           | 39         | 30            | 9             | 15 061                   |                      | 9          | 18         | 20         |
| 2020                                                                            | 637 000              | 1 135 030 | 56.1           | 27         | 27            |               | 23 592                   |                      | 6          | 28         | 20         |
| Fuente: Catholic-Hierarchy, que a su vez toma los datos del Anuario Pontificio. |                      |           |                |            |               |               |                          |                      |            |            |            |

## Episcopologio
- Albert van Overbeke, C.I.C.M. † (18 de noviembre de 1966-15 de septiembre de 1986 renunció)
- Ramon Barrera Villena (15 de septiembre de 1986 por sucesión-28 de mayo de 2016 retirado)
- Jose Elmer Imas Mangalinao, desde el 24 de mayo de 2018